# Beretta Serie 70
La Beretta serie 70 è una famiglia di pistole semiautomatiche con chiusura labile, scatto in singola azione, cane esterno e sicura manuale sul fusto, progettate dalla seconda metà degli anni 1950, nella Fabbrica d'Armi Pietro Beretta, e costruite dagli anni 1960, inizialmente in calibro 7,65 mm Browning, con un caricatore monfilare da 8 colpi. Nonostante abbiano i tratti Beretta molto marcati, ricordano vagamente dal lato estetico le Walther PP e PPK e moltissime altre armi corte compatte, delle quali condividono il sistema di chiusura labile adatto ad un munizionamento dal potere relativamente modesto, se paragonato a cartucce ben più potenti come, a puro titolo esemplificativo ma non esaustivo, il 9x19, il 9x21 o il .45 acp.

## Storia
Le Beretta 70 furono prodotte durante tutti gli anni sessanta e gli anni settanta. Disponibile inizialmente solo nella versione calibro 7,65 mm, ma in più varianti dal lato estetico, il modello 70 base (il più diffuso tra i civili) fu seguìto da una versione "S", dalle forme più sportive, in calibro 9 corto, ed anche da una versione riprendente le precedenti linee classiche con l'aggiunta delle guancette in madreperla.
La Beretta 70 è stata, insieme alla Beretta 34, tra i primi modelli di pistola semiautomatica utilizzati dalle forze dell'ordine italiane, in particolare dalla polizia municipale, sino agli anni 1990, quando fu sostituita perlopiù dalla Beretta 84 in 9 corto. La 70 è stata anche l'arma d'ordinanza del Corpo forestale dello Stato italiano, tra le altre forze di polizia.
Si presume che l'arma usata dal Mostro di Firenze possa essere stata una Beretta 71 in calibro .22 Long Rifle.
Altra curiositá, ancora nel 2020 vengono usate alcune unitá di modello 70, per servizio presso la Polizia Locale di Fano (PU).

## Varianti
Esistono 2 versioni della pistola serie 70: la prima serie (dal 1958) aveva la sicura a pulsante di tipo a traversino; nella seconda serie (dal 1968), invece, la sicura diventa di tipo a leva, più facilmente azionabile col pollice (chiamata, sicura "ad alta velocità"), con la funzione aggiuntiva di bloccare il carrello in chiusura, una volta inserita. I modelli della serie 70 differiscono anche per il materiale del fusto, con la versione in acciaio (normale), oppure in lega leggera (più usata in cal 22LR). 
La variante 70S fu camerata anche per il calibro 9 mm corto.
Dal modello 71 al 75 la pistola era camerata in calibro .22 LR, aveva il fusto in lega leggera e un carrello più sottile rispetto alla 70. Le varie pistole in .22 LR si differenziavano per dimensione e foggia dell'impugnatura, numero dei colpi contenuti nel caricatore (8 o 10), varie tipologie di tacche di mira (fissa o regolabile) e per la lunghezza/dotazione delle canne (90 mm o 150 mm). 
Figlia diretta della serie 70, è la 76: una pistola da tiro in cal. .22 LR, con impugnatura anatomica in plastica o legno, caricatore da 10 colpi e contrappeso in alluminio per ridurre il rilevamento durante il tiro. Tacca di mira regolabile posta sul contrappeso e mirini sostituibili di varie altezze.
L'ultima variante prodotta della serie 70 è stata la 71 Special Mire Regolabili, denominata anche "71 seconda versione" o "71 special", destinata principalmente al mercato USA: calibro .22 LR con canna da 150mm, era dotata di tacca di mira regolabile sul carrello, impugnature anatomiche corte con appoggiadito, caricatore da 8 colpi e sicura al caricatore. L'arma fu prodotta dalla seconda metà anni '80 per l'esportazione e nel 1993 presentata anche in Italia (n. catalogo 8082). Complessivamente ne furono prodotti solamente 1011 esemplari.

## Galleria d'immagini

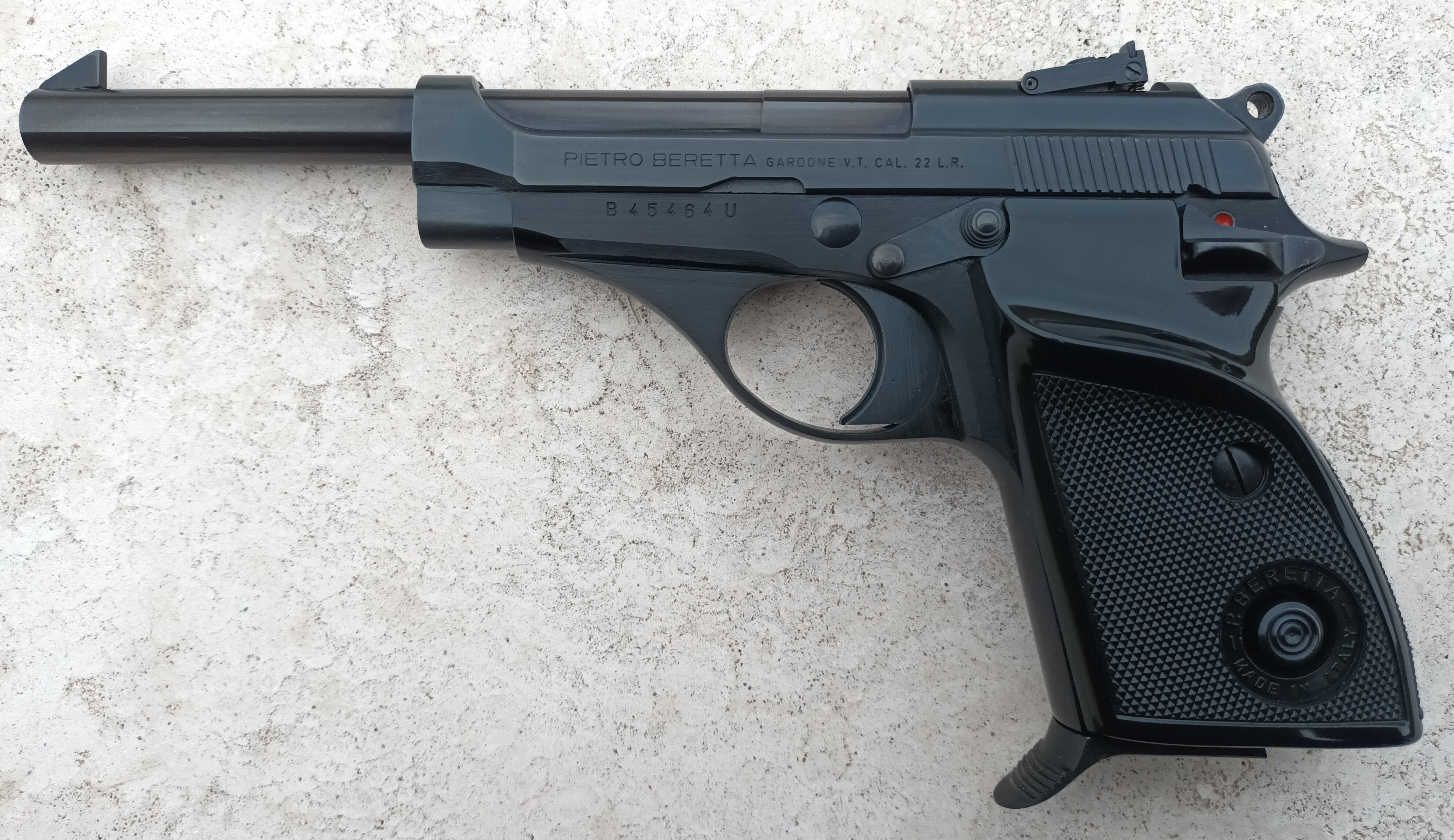
Beretta 71 Special - 22LR

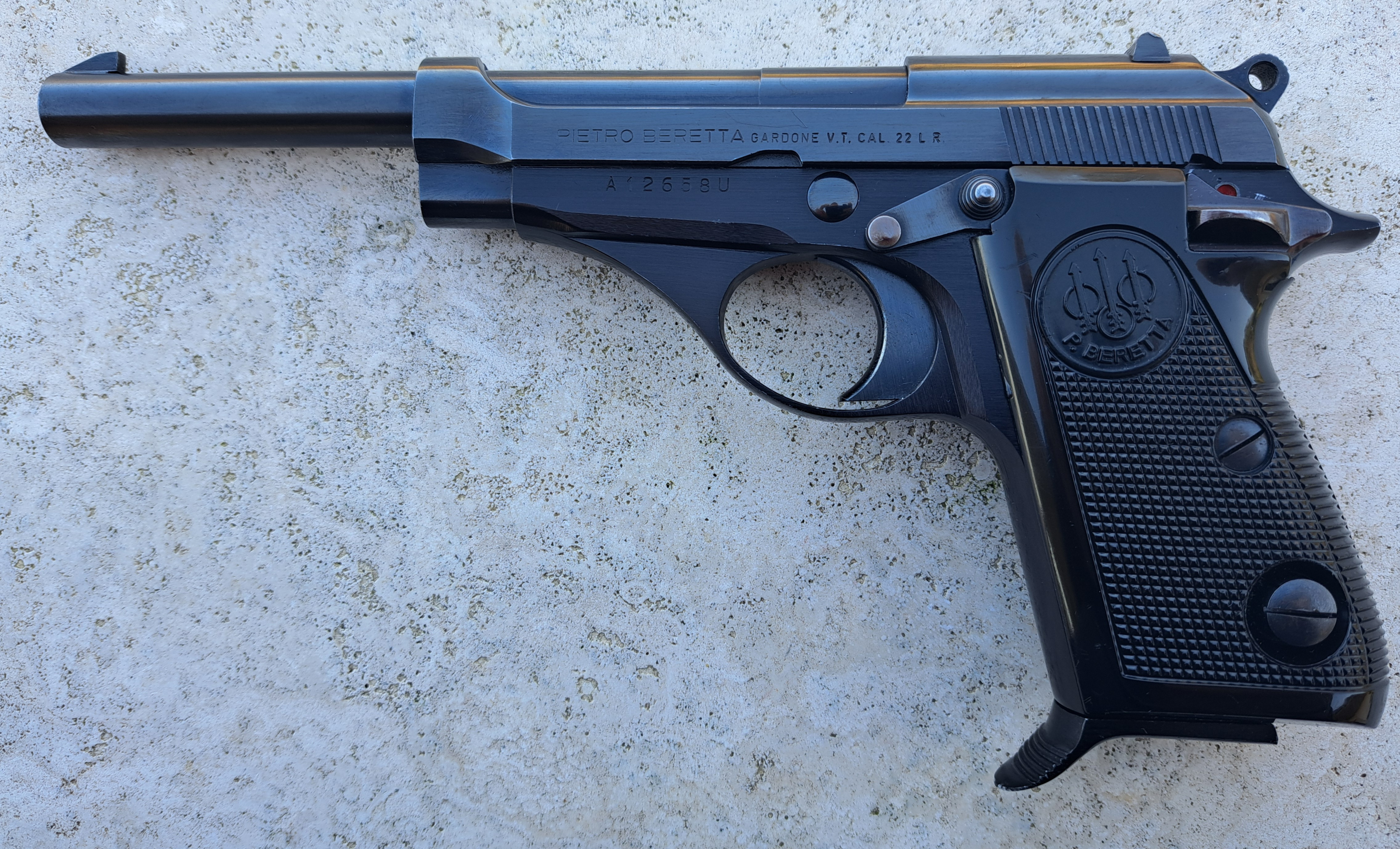
Beretta 75 - 22LR

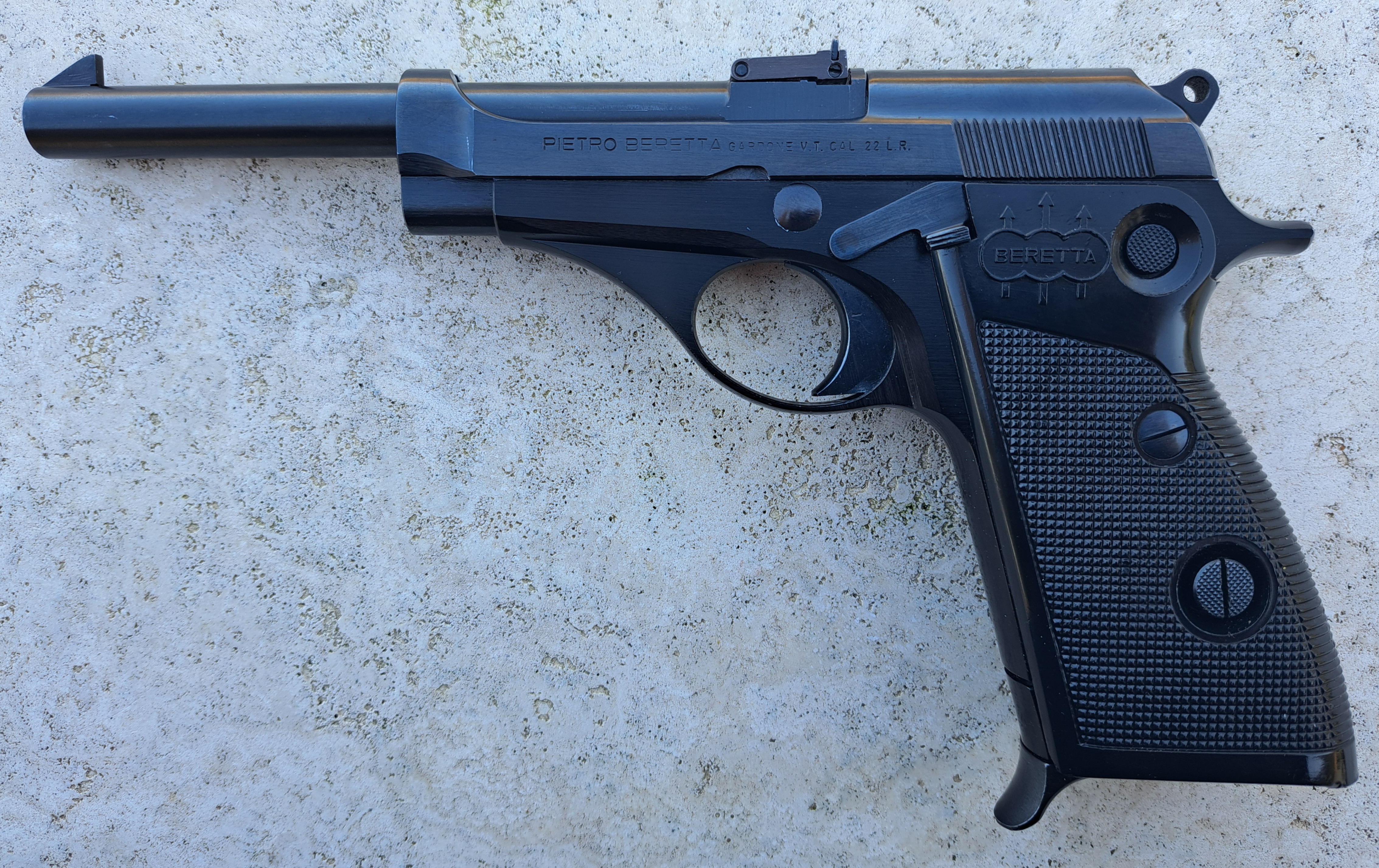
Beretta 74- 22LR

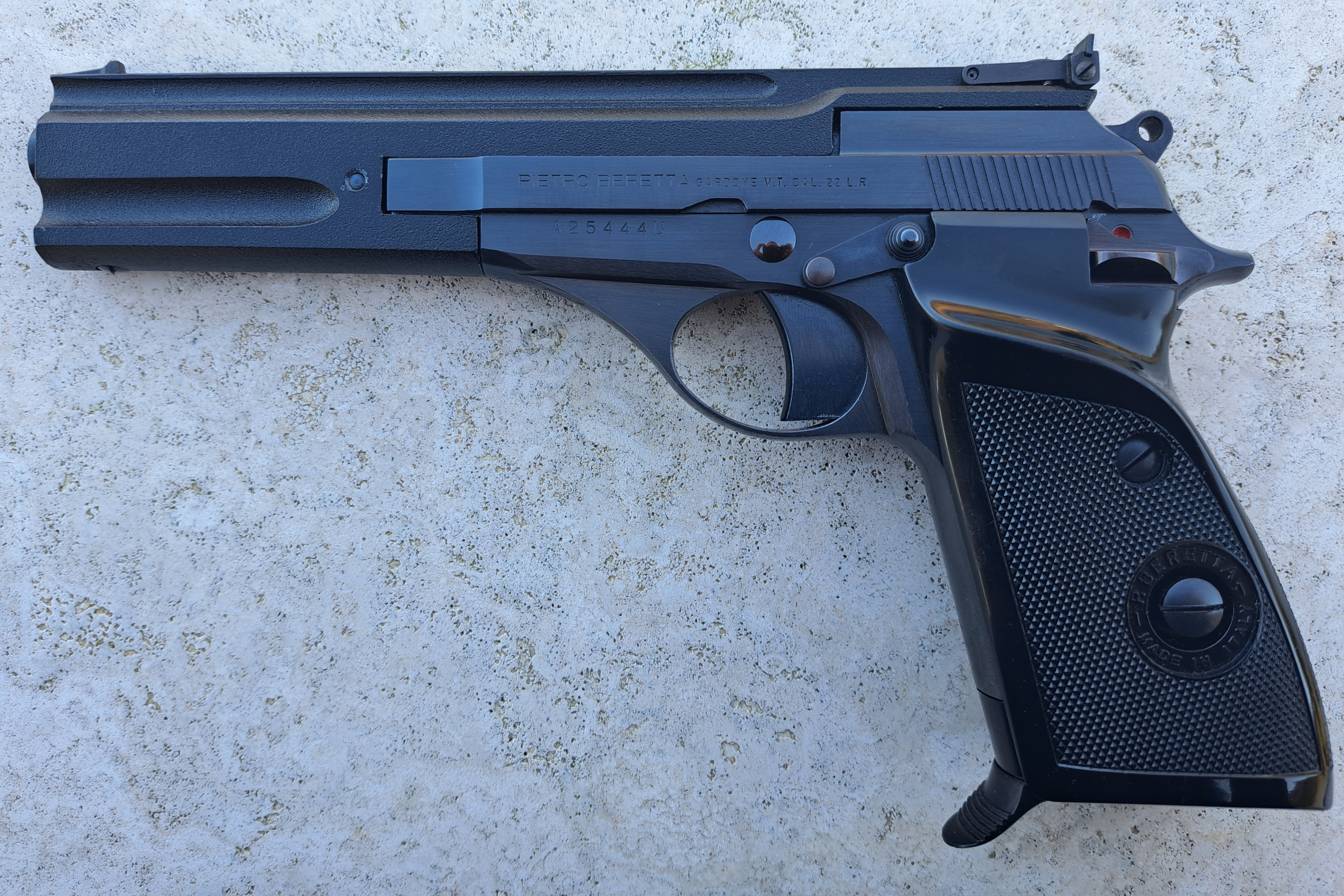
Beretta 76 - 22LR

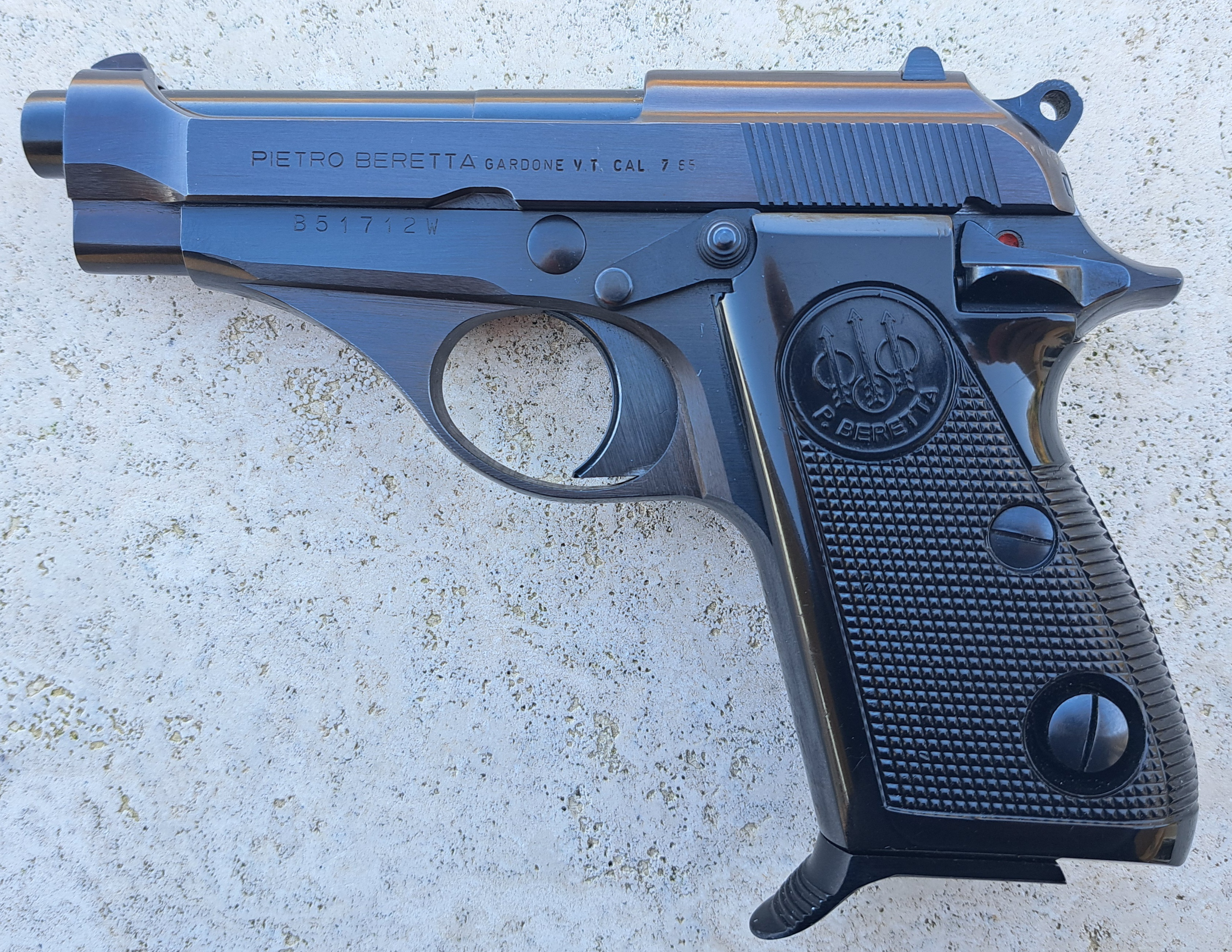
Beretta 70 - 7,65 Browning

## Modelli della serie 70
| Modello    | Calibro          | Lunghezza canna (mm) | Nr. colpi nel caricatore | Tacca di mira              | Mirino                       | Peso (g)                       |
| ---------- | ---------------- | -------------------- | ------------------------ | -------------------------- | ---------------------------- | ------------------------------ |
| 70         | 7,65 mm Browning | 90                   | 8                        | Fissa sul carrello         | Fisso sul carrello           | 630 (fusto acciaio)            |
| 70         | 7,65 mm Browning | 90                   | 8                        | Fissa sul carrello         | Fisso sul carrello           | 510 (fusto lega)               |
| 70 S       | 9 corto          | 90                   | 7                        | Fissa sul carrello         | Fisso sul carrello           | 675 (fusto acciaio)            |
| 70 S       | .22 Long Rifle   | 90                   | 8                        | Regolabile sul carrello    | Fisso sulla canna            | 635 (fusto acciaio)            |
| 71         | .22 Long Rifle   | 90                   | 8                        | Fissa sul carrello         | Fisso sulla canna            | 475 (fusto lega)               |
| 71 Special | .22 Long Rifle   | 150                  | 8                        | Regolabile sul carrello    | Fisso sulla canna            | 545 (Fusto in lega)            |
| 72         | .22 Long Rifle   | 150                  | 8                        | Fissa sul carrello         | Fisso sulla canna            | 525 (fusto lega, canna 150 mm) |
| 72         | .22 Long Rifle   | 90                   | 8                        | Fissa sul carrello         | Fisso sulla canna            | 525 (fusto lega, canna 150 mm) |
| 73         | .22 Long Rifle   | 150                  | 10                       | Fissa sulla canna          | Fisso sulla canna            | 560 (fusto lega)               |
| 74         | .22 Long Rifle   | 150                  | 10                       | Regolabile sulla canna     | Fisso sulla canna            | 560 (fusto lega)               |
| 75         | .22 Long Rifle   | 150                  | 8                        | Fissa sul carrello         | Fisso sulla canna            | 525 (fusto lega)               |
| 76         | .22 Long Rifle   | 150                  | 10                       | Regolabile sul contrappeso | Sostituibile sul contrappeso | 930 (fusto acciaio)            |
| 76S        | .22 Long Rifle   | 150                  | 10                       | Regolabile sul contrappeso | Sostituibile sul contrappeso | ≈800 (fusto lega)              |
| 100        | 7.65 mm Browning | 150                  | 9                        | Regolabile sul carrello    | Fisso sulla canna            | -                              |
| 101        | .22 Long Rifle   | 150                  | 10                       | Regolabile sulla canna     | Fisso sulla canna            | -                              |
| 102        | .22 Long Rifle   | 150                  | 10                       | Regolabile sul contrappeso | Sostituibile sul contrappeso | -                              |